# Don Bolsius
Don José Henricus Bolsius ('s-Hertogenbosch, 29 november 1998) is een Nederlands voetballer die als aanvaller bij Sorrento Calcio speelt.

## Carrière
Don Bolsius begon zijn professionele carrière bij FC Den Bosch, waar hij in 2016 debuteerde in de Eerste Divisie. Na beperkte speelminuten vertrok hij in 2018 naar Kozakken Boys in de Tweede Divisie, waar hij zich verder ontwikkelde.
In 2020 keerde hij terug naar FC Den Bosch, maar na één seizoen zonder veel impact verhuisde hij naar Italië, waar hij een contract tekende bij Fermana FC in de Serie C. Zijn tijd bij Fermana was echter minder succesvol; hij kreeg beperkte kansen en kon zijn potentieel niet volledig benutten. In januari 2022 werd hij verhuurd aan Campobasso, waar hij een veel betere periode kende. Bij Campobasso speelde hij regelmatig en liet hij zijn aanvallende kwaliteiten zien, waardoor hij zijn carrière een positieve wending gaf.
Bolsius' beste seizoen tot nu toe was bij Fidelis Andria in 2022-2023, waar hij een sleutelrol vervulde. Hij was een belangrijke speler in het aanvalsspel van de club en droeg bij met meerdere doelpunten en assists. Zijn sterke prestaties trokken de aandacht van grotere clubs, wat leidde tot zijn transfer naar Benevento in de zomer van 2023.
Hoewel zijn tijd bij Benevento van korte duur was, blijft het een belangrijke stap in zijn carrière in de Italiaanse competitie.
In juli 2024 maakte Bolsius de overstap naar Sorrento Calcio, waar hij uitstekend van start is gegaan. Hij speelt momenteel een belangrijke rol in het team en heeft zijn sterke vorm van het vorige seizoen doorgetrokken, waarmee hij zichzelf verder profileert als een waardevolle aanvaller in de Serie C.
Bolsius staat bekend om zijn veelzijdigheid; hij kan op beide vleugels uit de voeten en ook centraal in de aanval spelen. Zijn carrière tot nu toe heeft laten zien dat hij zich steeds weet aan te passen en te groeien, zowel in Nederland als in Italië.

### Statistieken
| Seizoen    | Club              | Competitie     | Wedstrijden | Doelpunten | Assists |
| ---------- | ----------------- | -------------- | ----------- | ---------- | ------- |
| 2016-2017  | Jong FC Den Bosch | Derde Divisie  | 15          | 3          | 0       |
| 2017-2018  | FC Den Bosch      | Eerste Divisie | 2           | 0          | 0       |
| 2018-2020  | Kozakken Boys     | Tweede Divisie | 43          | 5          | 4       |
| 2020-2021  | FC Den Bosch      | Eerste Divisie | 28          | 0          | 5       |
| 2021-2022  | Fermana FC        | Serie C        | 14          | 1          | 0       |
| 2022       | Campobasso (huur) | Serie C        | 11          | 3          | 0       |
| 2022-2023  | Fidelis Andria    | Serie C        | 38          | 8          | 3       |
| 2023       | Benevento         | Serie C        | 29          | 4          | 1       |
| 2024-heden | Sorrento          | Serie C        | 20          | 5          | 3       |